# Parapallene nierstraszi
Parapallene nierstraszi là một loài nhện biển trong họ Callipallenidae. Loài này thuộc chi Parapallene. Parapallene nierstraszi được miêu tả khoa học năm 1908 bởi Loman.